# Lomtjärnen (Husby socken, Dalarna)
Lomtjärnen är en sjö i Hedemora kommun i Dalarna och ingår i Dalälvens huvudavrinningsområde.